# Stachys pusilla
Stachys pusilla là một loài thực vật có hoa trong họ Hoa môi. Loài này được (Wedd.) Briq. miêu tả khoa học đầu tiên năm 1898.